# 日本のインターチェンジ一覧 さ行
| あ行 | か行 | さ行 | た行 | な行 | は行 | ま行 | や-わ行 |

日本のインターチェンジ一覧 さ行（にっぽんのインターチェンジいちらん さぎょう）は、日本の道路のインターチェンジ（IC）・ジャンクション（JCT）・都市高速道路などの出入口（ランプ）・本線料金所（TB）のうち、さ行の文字で始まるものの一覧である。
読みを付け、同名・同表記のIC・JCTには道路名も付けた。

## さ行

### さ
- 佐伯インターチェンジ (大分県)（さいき：東九州自動車道）
- 佐伯堅田インターチェンジ（さいきかたた）
- 西条インターチェンジ（さいじょう）
- 西大寺インターチェンジ（さいだいじ）
- さいたま見沼出入口（さいたまみぬま）
- 西都インターチェンジ（さいと）
- 佐伯インターチェンジ (岡山県)（さえき：美作岡山道路）
- 坂本線料金所（さか）
- 堺インターチェンジ（さかい）
- 堺ジャンクション（さかい）
- 堺出入口（さかい）
- 堺本線料金所（さかい）
- 境古河インターチェンジ（さかいこが）
- 坂出インターチェンジ（さかいで）
- 坂出ジャンクション（さかいで）
- 坂出本線料金所（さかいで）
- 坂出北インターチェンジ（さかいできた）
- 栄出入口（さかえ）
- 寒河江インターチェンジ（さがえ）
- 寒河江SAスマートインターチェンジ（さがえさーびすえりあスマート）
- 栄スマートインターチェンジ（さかえスマート）
- 坂城インターチェンジ（さかき）
- 坂北インターチェンジ（さかきた）
- 酒田インターチェンジ（さかた）
- 酒田本線料金所（さかた）
- 酒田中央インターチェンジ（さかたちゅうおう）
- 酒田みなとインターチェンジ（さかたみなと）
- 坂戸インターチェンジ（さかど）
- 坂戸西スマートインターチェンジ（さかどにしスマート）
- 相模湖インターチェンジ（さがみこ）
- 相模湖東出口（さがみこひがし）
- 坂南インターチェンジ（さかみなみ）
- 相模原インターチェンジ（さがみはら）
- 相模原愛川インターチェンジ（さがみはらあいかわ）
- 坂本北インターチェンジ（さかもときた）
- 佐賀大和インターチェンジ（さがやまと）
- 相良牧之原インターチェンジ（さがらまきのはら）
- 酒匂インターチェンジ（さかわ）
- 佐久インターチェンジ（さく）
- 佐久臼田インターチェンジ（さくうすだ）
- 佐久北インターチェンジ（さくきた）
- 佐久小諸ジャンクション（さくこもろ）
- 佐久平スマートインターチェンジ（さくだいらスマート）
- 作東インターチェンジ（さくとう）
- 佐久中佐都インターチェンジ（さくなかさと）
- 佐久穂インターチェンジ（さくほ）
- 佐久間川合インターチェンジ（さくまかわい）
- 佐久南インターチェンジ（さくみなみ）
- 佐倉インターチェンジ（さくら）
- 桜井ランプ（さくらい）
- 桜川筑西インターチェンジ（さくらがわちくせい）
- 桜木インターチェンジ（さくらぎ）
- 桜島スマートインターチェンジ（さくらじまスマート）
- 桜土浦インターチェンジ（さくらつちうら）
- 座光寺スマートインターチェンジ（ざこうじスマート）
- 佐々インターチェンジ（さざ）
- 篠栗インターチェンジ（ささぐり）
- 篠栗本線料金所（ささぐり）
- 笹谷インターチェンジ（ささや）
- 佐志インターチェンジ（さし）
- 佐世保大塔インターチェンジ（させぼだいとう）
- 佐世保中央インターチェンジ（させぼちゅうおう）
- 佐世保三川内インターチェンジ（させぼみかわち）
- 佐世保みなとインターチェンジ（させぼみなと）
- 定留インターチェンジ（さだのみ）
- 幸浦インターチェンジ（さちうら）
- 幸浦出入口（さちうら）
- 佐津インターチェンジ（さづ）
- 五月橋インターチェンジ（さつきばし）
- 幸手インターチェンジ（さって）
- 札幌インターチェンジ（さっぽろ：道央自動車道）
- 札幌ジャンクション（さっぽろ）
- 札幌北インターチェンジ（さっぽろきた）
- 札幌西インターチェンジ（さっぽろにし）
- 札幌西本線料金所（さっぽろにし）
- 札幌南インターチェンジ（さっぽろみなみ）
- さつま観音滝インターチェンジ（さつまかんのんたき）
- 薩摩川内高江インターチェンジ（さつませんだいたかえ）
- 薩摩川内水引インターチェンジ（さつませんだいみずひき）
- 薩摩川内都インターチェンジ（さつませんだいみやこ）
- さつま泊野インターチェンジ（さつまとまりの）
- さつま広橋インターチェンジ（さつまひろはし）
- 薩摩吉田インターチェンジ（さつまよしだ）
- 猿投インターチェンジ（さなげ）
- 猿投東インターチェンジ（さなげひがし）
- さぬき豊中インターチェンジ（さぬきとよなか）
- さぬき三木インターチェンジ（さぬきみき）
- 佐野SAスマートインターチェンジ（さのさーびすえりあスマート）
- 佐野田沼インターチェンジ（さのたぬま）
- 佐野藤岡インターチェンジ（さのふじおか）
- 鯖江インターチェンジ（さばえ）
- 佐原インターチェンジ（さはら）
- 佐原本線料金所（さはら）
- 寒川北インターチェンジ（さむかわきた）
- 寒川南インターチェンジ（さむかわみなみ）
- 侍浜インターチェンジ（さむらいはま）
- 侍浜南インターチェンジ（さむらいはまみなみ）
- 狭山日高インターチェンジ（さやまひだか）
- 佐用インターチェンジ（さよう）
- 佐用ジャンクション（さよう）
- 佐用本線料金所（さよう）
- 佐用平福インターチェンジ（さようひらふく）
- 更別インターチェンジ（さらべつ）
- 佐原香取インターチェンジ（さわらかとり）
- 沢渡インターチェンジ（さわんど：中部縦貫自動車道・計画）
- サンアリーナインターチェンジ（さんありーな）
- 三渓園出入口（さんけいえん）
- 三軒茶屋出入口（さんげんぢゃや）
- 三光下秣インターチェンジ（さんこうしもまくさ）
- 山路出入口（さんじ）
- 三条燕インターチェンジ（さんじょうつばめ）
- 三瀬インターチェンジ（さんぜ）
- 三田西インターチェンジ（さんだにし）
- 山東インターチェンジ（さんとう）
- 山王入口（さんのう）
- 山王ジャンクション（さんのう）
- 山武成東インターチェンジ（さんぶなるとう）
- 三宝出入口（さんぼう）
- 三本木スマートインターチェンジ（さんぼんぎスマート）
- 三本松インターチェンジ（さんぼんまつ）
- 三見インターチェンジ（さんみ）
- 山陽インターチェンジ（さんよう）
- 山陽姫路西インターチェンジ（さんようひめじにし）
- 山陽姫路東インターチェンジ（さんようひめじひがし）
- 三陸インターチェンジ（さんりく）

### し
- しあわせの村出入口（しあわせのむら）
- 椎田インターチェンジ（しいだ）
- 椎田本線料金所（しいだ）
- 椎田南インターチェンジ（しいだみなみ）
- 汐入出入口（しおいり）
- 塩川インターチェンジ（しおかわ）
- 塩沢石打インターチェンジ（しおざわいしうち）
- 塩尻インターチェンジ（しおじり）
- 塩尻北インターチェンジ（しおじりきた）
- 汐留出入口（しおどめ）
- 汐留ジャンクション（しおどめ）
- 塩浜入口（しおはま）
- 汐見橋入口（しおみばし）
- 志賀インターチェンジ（しが）
- 鹿浜橋出入口（しかはまばし）
- 信楽インターチェンジ（しがらき）
- 蕃山インターチェンジ（しげやま）
- 酒々井インターチェンジ（しすい）
- 静岡インターチェンジ（しずおか）
- 静岡SAスマートインターチェンジ（しずおかさーびすえりあスマート）
- 静内インターチェンジ（しずない）
- 鎮目ランプ（しずめ）
- 宍粟ジャンクション（しそう）
- 枝下インターチェンジ（しだれ）
- 紫竹山インターチェンジ（しちくやま）
- 七戸インターチェンジ（しちのへ）
- 志津川インターチェンジ（しづがわ）
- 志度インターチェンジ（しど）
- 信濃橋出入口（しなのばし）
- 信濃町インターチェンジ（しなのまち）
- 篠インターチェンジ（しの）
- 篠井インターチェンジ（しのい）
- 篠崎インターチェンジ（しのざき）
- 篠崎北出入口（しのざききた）
- 篠崎南出入口（しのざきみなみ）
- 東雲出入口（しののめ）
- 東雲ジャンクション（しののめ）
- 芝浦出入口（しばうら）
- 芝浦ジャンクション（しばうら）
- 芝公園出入口（しばこうえん）
- 芝崎インターチェンジ（しばさき）
- 新発田インターチェンジ（しばた）
- 渋川伊香保インターチェンジ（しぶかわいかほ）
- 渋川寺野インターチェンジ（しぶかわてらの）
- 志布志インターチェンジ（しぶし）
- 志布志有明インターチェンジ（しぶしありあけ）
- 渋谷出入口（しぶや）
- 士別剣淵インターチェンジ（しべつけんぶち）
- 島田金谷インターチェンジ（しまだかなや）
- 島原インターチェンジ（しまばら）
- 島原外港インターチェンジ（しまばらがいこう）
- 島原三会インターチェンジ（しまばらみえ）
- 島原南インターチェンジ（しまばらみなみ）
- 島屋出入口（しまや）
- 島屋東入口（しまやひがし）
- 四万十インターチェンジ（しまんと）
- 四万十町中央インターチェンジ（しまんとちょうちゅうおう）
- 四万十町西インターチェンジ（しまんとちょうにし）
- 四万十町東インターチェンジ（しまんとちょうひがし）
- 清水インターチェンジ（しみず）
- 清水ジャンクション（しみず）
- 清水いはらインターチェンジ（しみずいはら）
- 占冠インターチェンジ（しむかっぷ）
- 志村本線料金所（しむら）
- 下到津出入口（しもいとうづ）
- 下院内インターチェンジ（しもいんない）
- 下川井インターチェンジ（しもかわい）
- 下川手インターチェンジ（しもかわて）
- 甚目寺北インターチェンジ（じもくじきた）
- 甚目寺南インターチェンジ（じもくじみなみ）
- 下郷交差点（しもごう）
- 下硯川インターチェンジ（しもすずりかわ）
- 下田百石インターチェンジ（しもだももいし）
- 下田本線料金所（しもだ）
- 下津インターチェンジ（しもつ）
- 下柘植インターチェンジ（しもつげ）
- 下仁田インターチェンジ（しもにた）
- 下関インターチェンジ（しものせき）
- 下関ジャンクション（しものせき）
- 下総インターチェンジ（しもふさ）
- 下部温泉早川インターチェンジ（しもべおんせんはやかわ）
- 下三永福本インターチェンジ（しもみながふくもと）
- 下山インターチェンジ（しもやま）
- 十文字インターチェンジ (秋田県)（じゅうもんじ：湯沢横手道路）
- 十文字インターチェンジ (山口県)（じゅうもんじ：小郡萩道路）
- 十文字本線料金所（じゅうもんじ）
- 拾六町インターチェンジ（じゅうろくちょう）
- 修善寺インターチェンジ（しゅぜんじ）
- 修善寺ジャンクション（しゅぜんじ）
- 庄インターチェンジ（しょう）
- 上越インターチェンジ（じょうえつ）
- 上越ジャンクション（じょうえつ）
- 上越高田インターチェンジ（じょうえつたかだ）
- 勝央インターチェンジ（しょうおう）
- 勝央ジャンクション（しょうおう）
- 正応寺インターチェンジ（しょうおうじ）
- 荘川インターチェンジ（しょうかわ）
- 城所インターチェンジ（じょうしょ）
- 常総インターチェンジ（じょうそう）
- 庄内あさひインターチェンジ（しょうないあさひ）
- 庄内空港インターチェンジ（しょうないくうこう）
- 庄内通出入口（しょうないどおり）
- 城南宮北インターチェンジ（じょうなんぐうきた）
- 城南宮南インターチェンジ（じょうなんぐうみなみ）
- 庄原インターチェンジ（しょうばら）
- 常磐富岡インターチェンジ（じょうばんとみおか）
- 常磐双葉インターチェンジ（じょうばんふたば）
- 浄法寺インターチェンジ（じょうほうじ）
- 昭府インターチェンジ（しょうふ）
- 上武インターチェンジ（じょうぶ）
- 城陽スマートインターチェンジ（じょうようスマート）
- 城陽インターチェンジ（じょうよう）
- 城陽ジャンクション（じょうよう）
- 正蓮寺川出入口（しょうれんじがわ）
- 昭和インターチェンジ（しょうわ：関越自動車道）
- 庄和インターチェンジ（しょうわ：東埼玉道路）
- 昭和男鹿半島インターチェンジ（しょうわおがはんとう）
- 昭和島ジャンクション（しょうわじま）
- 庶路インターチェンジ（しょろ）
- 白老インターチェンジ（しらおい）
- 白岡菖蒲インターチェンジ（しらおかしょうぶ）
- 白樫インターチェンジ（しらかし）
- 白河インターチェンジ（しらかわ）
- 白川出入口（しらかわ）
- 白川ジャンクション（しらかわ）
- 白川郷インターチェンジ（しらかわごう）
- 白河中央スマートインターチェンジ（しらかわちゅうおうスマート）
- 白川南出入口（しらかわみなみ）
- 白須賀インターチェンジ（しらすか）
- 白滝インターチェンジ（しらたき）
- 白糠インターチェンジ（しらぬか）
- 白根インターチェンジ（しらね）
- 白石インターチェンジ（しろいし）
- 白尾インターチェンジ（しろお）
- 白尾料金所（しろお）
- 白尾西インターチェンジ（しらおにし）
- 白金料金所（しろがね）
- 白尾東インターチェンジ（しらおひがし）
- 城北ジャンクション（しろきた）
- 城北出口（しろきた）
- 白鳥インターチェンジ（しろとり）
- 白鳥大内インターチェンジ（しろとりおおち）
- 白鳥西インターチェンジ（しろとりにし）
- 志和インターチェンジ（しわ）
- 紫波インターチェンジ（しわ）
- 新板橋出口（しんいたばし）
- 新磐田スマートインターチェンジ（しんいわた）
- 新温泉浜坂インターチェンジ（しんおんせんはまさか）
- 新川インターチェンジ（しんかわ）
- 新木場出入口（しんきば）
- 新京橋出口（しんきょうばし）
- 新宮インターチェンジ（しんぐう：高知自動車道）
- 新空港インターチェンジ（しんくうこう）
- 新宮南インターチェンジ（しんぐうみなみ：那智勝浦道路）
- 新倉町ランプ（しんくらちょう）
- 新郷出入口（しんごう）
- 新御殿場インターチェンジ（しんごてんば）
- 新桜ヶ丘インターチェンジ（しんさくらがおか）
- 宍道インターチェンジ（しんじ）
- 宍道ジャンクション（しんじ）
- 新静岡インターチェンジ（しんしずおか）
- 新清水インターチェンジ（しんしみず）
- 新清水ジャンクション（しんしみず）
- 信州中野インターチェンジ（しんしゅうなかの）
- 新宿出入口（しんじゅく）
- 新庄インターチェンジ（しんじょう）
- 新庄鮭川インターチェンジ（しんじょうさけがわ）
- 新庄真室川インターチェンジ（しんじょうまむろがわ）
- 新城インターチェンジ（しんしろ）
- 新洲崎ジャンクション（しんすざき）
- 新地インターチェンジ（しんち）
- 新千歳空港インターチェンジ（しんちとせくうこう）
- 新通インターチェンジ（しんどおり）
- 新得スマートインターチェンジ（しんとくスマート）
- 新都心出入口（しんとしん）
- 新都心西出入口（しんとしんにし）
- 新富町出口（しんとみちょう）
- 陣原ランプ（じんのはる）
- 新橋出入口（しんばし）
- 新秦野インターチェンジ（しんはだの）
- 新林インターチェンジ（しんばやし）
- 新富士インターチェンジ（しんふじ）
- 新保土ヶ谷インターチェンジ（しんほどがや）
- 新保土ヶ谷料金所（しんほどがや）
- 新門司インターチェンジ（しんもじ）
- 新山下出入口（しんやました）
- 新四日市ジャンクション（しんよっかいち）

### す
- 吹田インターチェンジ（すいた）
- 吹田ジャンクション（すいた）
- 陶インターチェンジ（すえ）
- 須恵スマートインターチェンジ（すえスマート）
- 末吉インターチェンジ（すえよし）
- 末吉財部インターチェンジ（すえよしたからべ）
- 須賀川インターチェンジ（すかがわ）
- 須川インターチェンジ（すかわ）
- 杉田出入口（すぎた）
- 須雲川インターチェンジ（すくもかわ）
- 宿毛和田インターチェンジ（すくもわだ）
- 助松ジャンクション（すけまつ）
- 助松出入口（すけまつ）
- 須子インターチェンジ（すこ）
- 菅生スマートインターチェンジ（すごうスマート）
- 須坂長野東インターチェンジ（すざかながのひがし）
- 須崎中央インターチェンジ（すさきちゅうおう）
- 須崎西インターチェンジ（すさきにし）
- 須崎東インターチェンジ（すさきひがし）
- 須崎東本線料金所（すさきひがし）
- すさみインターチェンジ（すさみ）
- すさみ南インターチェンジ（すさみみなみ）
- 逗子インターチェンジ（ずし：横浜横須賀道路）
- 鈴鹿インターチェンジ（すずか）
- 鈴鹿本線料金所（すずか）
- 鈴鹿PAスマートインターチェンジ（すずかぱーきんぐえりあスマート）
- 鈴ヶ森出入口（すずがもり）
- 鈴見インターチェンジ（すずみ）
- 錫山インターチェンジ（すずやま）
- 周船寺インターチェンジ（すせんじ）
- 裾野インターチェンジ（すその）
- 須玉インターチェンジ（すたま）
- 砂川SAスマートインターチェンジ（すながわさーびすえりあスマート）
- 須走インターチェンジ（すばしり）
- 須磨インターチェンジ（すま）
- 須美江インターチェンジ（すみえ）
- 住之江出入口（すみのえ）
- 住吉浜出入口（すみよしはま）
- 洲本インターチェンジ（すもと）
- 駿河湾沼津スマートインターチェンジ（するがわんぬまづスマート）
- 諏訪インターチェンジ（すわ）
- 諏訪湖スマートインターチェンジ（すわこスマート）
- 諏訪南インターチェンジ（すわみなみ）

### せ
- 精華学研インターチェンジ（せいかがっけん）
- 精華下狛インターチェンジ（せいかしもこま）
- 西湘二宮インターチェンジ（せいしょうにのみや）
- 清新町出入口（せいしんちょう）
- 西淡仮出入口（せいだん）
- 西淡三原インターチェンジ（せいだんみはら）
- 西予宇和インターチェンジ（せいようわ）
- 聖籠インターチェンジ（せいろう）
- 聖籠新発田インターチェンジ（せいろうしばた）
- 勢和多気インターチェンジ（せいわたき）
- 勢和多気ジャンクション（せいわたき）
- 関インターチェンジ (岐阜県)（せき：東海北陸自動車道）
- 関インターチェンジ (三重県)（せき：名阪国道）
- 関ジャンクション（せき）
- 関ヶ原インターチェンジ（せきがはら）
- 関沢インターチェンジ（せきざわ）
- 関広見インターチェンジ（せきひろみ）
- 瀬田西インターチェンジ（せたにし）
- 瀬田東インターチェンジ（せたひがし）
- 瀬田東ジャンクション（せたひがし）
- 摂津北インターチェンジ（せっつきた）
- 摂津南インターチェンジ（せっつみなみ）
- 瀬戸ジャンクション (岡山県)（せと：山陽自動車道・美作岡山道路）
- 瀬戸インターチェンジ (岡山県)（せと：美作岡山道路）
- 瀬戸インターチェンジ (熊本県)（せと：熊本天草幹線道路）
- せと赤津インターチェンジ（せとあかつ）
- 瀬戸内インターチェンジ（せとうち）
- せと品野インターチェンジ（せとしなの）
- 銭函インターチェンジ（ぜにばこ）
- 世羅インターチェンジ（せら）
- 千音寺料金所（せんのんじ）
- 前開出入口（ぜんかい）
- 千住新橋出入口（せんじゅしんばし）
- 千代インターチェンジ (静清バイパス)（せんだい）
- 仙台空港インターチェンジ（せんだいくうこう）
- 仙台港インターチェンジ（せんだいこう）
- 仙台港北インターチェンジ（せんだいこうきた）
- 仙台東インターチェンジ（せんだいひがし）
- 仙台南インターチェンジ（せんだいみなみ）
- 仙台宮城インターチェンジ（せんだいみやぎ）
- 仙台若林ジャンクション（せんだいわかばやし）
- 善通寺インターチェンジ（ぜんつうじ）
- セントレア東インターチェンジ（せんとれあひがし）
- 泉南インターチェンジ（せんなん）
- 千音寺出入口（せんのんじ）
- 千音寺南インターチェンジ（せんのんじみなみ）
- 千里インターチェンジ（せんり）

### そ
- 草加インターチェンジ（そうか）
- 相馬インターチェンジ（そうま）
- 相馬玉野インターチェンジ（そうまたまの）
- 相馬山上インターチェンジ（そうまやまかみ）
- 曽於弥五郎インターチェンジ（そおやごろう）
- 蘇我インターチェンジ（そが）
- 袖ケ浦インターチェンジ（そでがうら）
- 外沢インターチェンジ（そとさわ）
- 園原インターチェンジ（そのはら）
- 園部インターチェンジ (京都府)（そのべ：京都縦貫自動車道）
- 園部インターチェンジ (佐賀県)（そのべ：鳥栖筑紫野道路）
- 蘇陽インターチェンジ（そよう）
- 曽和インターチェンジ（そわ）